# Liu Jiang (vattendrag i Kina)
Liu Jiang är ett vattendrag i Kina. Det ligger i den autonoma regionen Guangxi, i den södra delen av landet, omkring 170 kilometer nordost om regionhuvudstaden Nanning.
Genomsnittlig årsnederbörd är 2 140 millimeter. Den regnigaste månaden är maj, med i genomsnitt 389 mm nederbörd, och den torraste är oktober, med 36 mm nederbörd.